# Jerzy Kasprzycki
Jerzy Kasprzycki (ur. 19 grudnia 1930 w Warszawie, zm. 9 stycznia 2001 tamże) – polski dziennikarz, varsavianista.

## Życiorys
Uczył się na tajnych kursach Gimnazjum im. Tadeusza Reytana w Warszawie, zdał maturę po zakończeniu wojny w Gimnazjum im. Stefana Żeromskiego w Jeleniej Górze. W 1949 wrócił do Warszawy.
Ukończył studia na Wydziale Historycznym Uniwersytetu Warszawskiego, które łączył od 1950 z pracą w „Życiu Warszawy”. Przez ponad 30 lat prowadził tam stały cykl Pożegnania warszawskie z rysunkami Mariana Stępnia, a następnie Kazimierza Nowaka, wydanym później w formie książkowej.
Był autorem wielu popularnych książek, takich jak Pożegnania warszawskie (1971, 1982, 1986), Osobliwości warszawskie (1979), Warszawa nieznana (1981), Warszawa jaka była (1984), Żydzi Warszawy (1988) oraz 5-tomowej ilustrowanej publikacji poświęconej poszczególnym dzielnicom miasta, zatytułowanej Korzenie miasta. Warszawskie pożegnania (1996–2000). Tom VI ukazał się pośmiertnie w 2004 już ze współautorem – Jerzym S. Majewskim. Był także autorem przewodników po Warszawie. Członek ZWM w latach 1946–1948 i ZMP (1948–1956). Od 1957 należał do PZPR.
Dwukrotnie otrzymał nagrodę m.st. Warszawy, był także laureatem nagrody Towarzystwa Przyjaciół Warszawy, Warszawskiej Premiery Literackiej roku 1997 oraz KLIO (Nagroda Porozumienia Wydawców Książki Historycznej) w 2000 roku.
Został pochowany na stołecznym cmentarzu w Pyrach.
Odznaczony m.in. Krzyżem Kawalerskim Orderu Odrodzenia Polski.